# Prosantosaurus scheffoldi
Il prosantosauro (Prosantosaurus scheffoldi) è un rettile acquatico estinto, appartenente ai pachipleurosauri. Visse nel Triassico medio (Ladinico, circa 241 milioni di anni fa) e i suoi resti fossili sono stati ritrovati in Europa.

## Descrizione
Questo animale era piuttosto simile a una lucertola, e non doveva superare la lunghezza di 50 centimetri. Come molti pachipleurosauri, Prosantosaurus era dotato di un collo allungato e di un muso corto, di zampe piuttosto corte e di un corpo dotato di vertebre, ma le costole erano prive di ispessimento osseo (pachiostosi), riscontrabile invece in molti altri pachipleurosauri. Prosantosaurus, inoltre, si distingueva dagli altri pachipleurosauri per la presenza di alcune autapomorfie craniche, come la premascella esclusa dalle narici sia interne che esterne e le ossa parietali nettamente più lungo che ampio, con processi distinti anterolateralmente. Prosantosaurus possedeva inoltre una combinazione di caratteristiche non riscontrabili in alcun pachipleurosauro noto (ossa nasali che si articolano con i margini anteriori dei prefrontali e senza processi posteriori, postorbitali con processi anteriori arrotondati che si articolano con i postfrontali anterolateralmente). I denti di Prosantosaurus, in generale, erano meno aguzzi e dotati di basi più larghe rispetto a quelli degli altri pachipleurosauri.

## Classificazione
Prosantosaurus è un tipico membro dei pachipleurosauri, un gruppo di rettili acquatici di piccole dimensioni, tipici del Triassico. In particolare, secondo analisi filogenetiche Prosantosaurus sembrerebbe essere il sister taxon di un gruppo di pachipleurosauri europei derivati, comprendenti Serpianosaurus, Proneusticosaurus e Neusticosaurus. 
Prosantosaurus scheffoldi venne descritto per la prima volta nel 2022, sulla base di resti fossili rinvenuti nella zona di Ducanfurgga, nei pressi di Davos nel cantone dei Grigioni, in Svizzera (formazione di Prosanto), in terreni risalenti al Ladinico inferiore. I fossili comprendono sei scheletri piuttosto completi, un esemplare disarticolato e un cranio isolato. 

## Paleobiologia
La conservazione eccezionale degli esemplari di Prosantosaurus ha permesso di individuare per la prima volta i modelli di sostituzione dei denti in un pachipleurosauro europeo. L'alveolarizzazione dei denti sostitutivi, il modello di sostituzione orizzontale e il rimodellamento successivo degli alveoli funzionali durante la sostituzione del dente sono comparabili a quelli di altri saurotterigi triassici, come Nothosaurus e Cymatosaurus, e supportano una definizione monofiletica del clade Sauropterygia (Klein et al., 2021).